# Dependencja
Dependencja – termin wywodzący się z łacińskiego dependare, czyli „być rządzonym przez kogoś”, „zależeć od kogoś”. Obecnie termin dependencja stosowany w politologii, dotyczy dwóch rodzajów zależności terytoriów.
Pierwszy rodzaj dotyczy specyficznej formy zależności kolonialnej terytorium od metropolii. W sensie tym termin dependencja jest wyróżniany w języku polskim – w wielu innych językach jest on natomiast synonimem określenia „terytorium zależne”. Obecnie istnieją cztery takie terytoria:
- Dependencje Korony brytyjskiej – terytoria w praktyce zależne od Wielkiej Brytanii, choć formalnie nie wchodzące w skład Zjednoczonego Królestwa. Obecnie istnieją trzy takie dependencje: Guernsey, Jersey, Wyspa Man.
- Dependencja Rossa – terytorium zależne Nowej Zelandii stanowiące konstytucyjną część tego państwa[3].

Drugi rodzaj dotyczy specjalnego statusu danego obszaru będącego formalnie integralną częścią jakiegoś państwa lub terytorium zależnego. Status taki mogą posiadać zarówno jednostki administracyjne jak ich części. Status dependencji może być ustalony formalnie (odpowiednią regulacją prawną) lub wynikać z tradycji pomimo braku formalnego ustanowienia takowego. Obecnie dependencje tego typu posiadają m.in.:
- Antigua i Barbuda – dwie dependencje: Barbuda oraz Redonda
- Fidżi – Rotuma
- Grenada – Carriacou and Petite Martinique
- Guernsey – dwie dependencje: Alderney, Sark
- Gwadelupa – trzy dependencje (nie są formalnie jednostkami administracyjnymi): Marie-Galante, La Désirade, Les Saintes[4] (do 2007 dependencjami były też wyspy Saint-Barthélemy i Saint-Martin)
- Mauritius – trzy dependencje: Agalega Islands, Cargados Carajos, Rodrigues
- Wyspa Świętej Heleny – dwie dependencje: Wyspa Wniebowstąpienia, Tristan da Cunha (uwaga: w wyniku uchwalenia The St Helena, Ascension and Tristan da Cunha Constitution Order 2009, która weszła w życie 1 września 2009, formalnie przestał być stosowany termin dependencje odnośnie do tych dwóch terytoriów[5])
- Wenezuela – Dependencje Federalne (wyspy położone na Morzu Karaibskim z dala od wybrzeża)

Historycznie dependencji tego typu było więcej, np.:
- Georgia Południowa i Sandwich Południowy były dependencją Falklandów
- przed ustanowieniem w 1962, obecne Brytyjskie Terytorium Antarktyczne było trzema osobnymi dependencjami Falklandów (Ziemia Grahama, Orkady Południowe, Szetlandy Południowe)
- obszary obecnych Francuskich Terytoriów Południowych i Antarktycznych były do 1955 dependencją francuskiego Madagaskaru
- Wyspy Lojalności były dependencją Nowej Kaledonii
- Kajmany oraz Turks i Caicos były do 1959 dependencjami Jamajki
- Wallis i Futuna była do 1961 dependencją Nowej Kaledonii